# Pokoutník lesní
Pokoutník lesní (Tegenaria silvestris) je menší pavouk patřící do čeledi pokoutníkovití (Agelenidae).

## Popis
Jedná se o menší druh pokoutníka, délka jeho těla je 6–9 mm u  samice a 5–6 mm u samce. Je zbarven do hněda s tmavšími skvrnkami. Hlavohruď je světle hnědá s dvěma páskami. Sternum (prsní štít) je srdcovitého tvaru, rozdělené světlou páskou. Nohy má pavouk dlouhé, žlutavě šedé s tmavšími skvrnami.
 

## Rozšíření a způsob života
Je široce rozšířen v mírném pásu Evropy. V České republice se vyskytuje rovnoměrně na většině území, chybí pouze v určitých oblastech, například v nižších polohách a polohách nad 1300 m n. m.
Pokoutník lesní žije v lesích, zejména v listnatých, ale i ve smrčinách. Dále se s ním lze setkat v mokřadech, skalách, starých lomech, na loukách a pastvinách.
Pavouk tká drobné plachtovité sítě u spodní části stromů či mezi kameny, z nichž vede pavučinová trubička do úkrytu, jenž se nejčastěji nachází pod kamenem, částmi odumřelých stromů a kořeny. Dospělce lze najít od února do října.

## Podobné druhy
- pokoutník polní (T. campestris)
- pokoutník stájový (T. ferruginea)